# ۷۷ بنک
۷۷ بنک (انگلیسی: 77 Bank) شرکت خدمات مالی و بانکداری ژاپنی است، که در سال ۱۸۷۸ تأسیس شد.